# Fenriz
 (mars 2022).
Si vous disposez d'ouvrages ou d'articles de référence ou si vous connaissez des sites web de qualité traitant du thème abordé ici, merci de compléter l'article en donnant les références utiles à sa vérifiabilité et en les liant à la section « Notes et références ».
Fenriz (né le 28 novembre 1971 à Kolbotn), né Leif Nagell et plus tard Gylve Fenris Nagell, est un musicien multi-instrumentiste norvégien. Il est le batteur, vocaliste et un des membres fondateurs du groupe de black metal Darkthrone.
Il a également fondé de nombreux projets solo et groupes dont le genre varie selon la formation. Il a en effet autant composé dans le metal extrême, comme le black metal ou le death metal, que dans un sous genre du metal plus mélodique, le folk metal, ou encore dans le dark ambient. Ses principaux projets musicaux en dehors de Darkthrone sont Isengard, Fenriz' Red Planet, Neptune Towers, Valhall, Storm, Dødheimsgard.
En septembre 2016, sur la base d'une blague, il est élu conseiller municipal de la ville de Kolbotn avec le slogan « Ne votez pas pour moi ».

## Groupes
- Darkthrone – batterie, basse, guitare, chant (depuis 1986)
- Valhall – batterie (1987-1989, depuis 2007)
- Fenriz' Red Planet - chant, tous les instruments (depuis 1993) - projet solo
- Isengard – chant, tous les instruments (1989-1995) – projet solo
- Neptune Towers – synthétiseur et claviers (1993-1995) – projet solo
- Dødheimsgard – basse et synthétiseur sur l'album Kronet Til Konge (1995)
- Storm – batterie, chant (1995)

## Discographie
- 1988 – Land of Frost
- 1988 – A New Dimension
- 1989 – Thulcandra
- 1989 – Cromlech
- 1989 – Spectres Over Gorgoroth ([Isengard)
- 1990 –  Soulside Journey
- 1991 –  Goatlord
- 1991 – Horizons (Isengard)
- 1992 –  A Blaze in the Northern Sky
- 1993 –  Under a Funeral Moon
- 1993 – Vanderen (Isengard)
- 1994 –  Transilvanian Hunger
- 1994 –  Caravans to Empire Algol (Neptune Towers)
- 1995 –  Panzerfaust
- 1995 –  Høstmørke (Isengard)
- 1995 –  Transmissions From Empire Algol (Neptune Towers)
- 1995 –  Nordavind (Storm)
- 1995 –  Kronet Til Konge (Dødheimsgard)
- 1996 –  Total Death
- 1999 –  Ravishing Grimness
- 2001 –  Plaguewielder
- 2003 –  Hate Them
- 2004 –  Sardonic Wrath
- 2004 –  Fenriz Presents… The Best of Old-School Black Metal
- 2006 –  The Cult Is Alive
- 2007 –  F.O.A.D.
- 2008 –  Dark Thrones and Black Flags
- 2009 –  Engangsgrill (Fenriz' Red Planet –  split avec Nattefrost)
- 2010 –  Circle The Wagons
- 2013 – The Underground Resistance
- 2016 – Arctic Thunder
- 2019 – Old Star
- 2021 – Eternal Hails......